# Загозд (Літія)
Загозд (словен. Zagozd) — поселення в общині Літія, Осреднєсловенський регіон, Словенія. Висота над рівнем моря: 746,5 м.